# Château de Roumare
Le château de Roumare est une demeure du XVIIe siècle-XVIIIe siècle qui se dresse sur le territoire de la commune française de Roumare, dans le département de la Seine-Maritime, en région Normandie.
Le château est inscrit au titre des monuments historiques.

## Localisation
Le château est situé sur la commune de Roumare, dans le département français de la Seine-Maritime, route du Bosc Hue.

## Historique
Le château est daté du début du XVIIe siècle et est construit à l'emplacement d'un édifice médiéval.
Deux ailes et une chapelle sont construites au XVIIIe siècle.
Des travaux sont réalisés entre 1895 et 1910.

## Description
L'édifice est construit en briques, pierres et ardoises.

## Protection
Des éléments sont inscrits par arrêté du 11 avril 1997 : Le bâtiment principal, y compris ses extensions latérales et les dépendances ; les murs d'enclos et les murs intérieurs ; l'assise foncière.